# Ludwig Feuerbach
Ludwig Andreas von Feuerbach (født 28. juli 1804, Landshut, død 13. september 1872 i Nürnberg) var en tysk venstrehegeliansk filosof og religionskritiker. Han er særlig kendt for sin teori om, at mennesket har skabt gud i sit eget billede og for sin naturalistiske antropologi. Han var søn af Paul Johann Anselm von Feuerbach.
Han skrev blandt andet Das Wesen des Christentums (1844, Kristendommens væsen). Her forklarer han Gud som en projektion af menneskets egne ønsker og behov. De egenskaber, som mennesket savner og efterstræber i sit liv: almagt, alvidenhed og algodhed, adskiller det fra sig selv og tilkender det en selvstændig eksistens under begrebet Gud. På sit materialistiske grundlag kommer Feuerbach således frem til, at det ikke er mennesket, der er skabt i Guds billede, men omvendt Gud, der er skabt i menneskets billede. Adskillelsens princip er et begreb som Karl Marx sidenhen skulle tage op og omdøbe til religiøs fremmedgørelse.